# Christolea niyaensis
Christolea niyaensis är en korsblommig växtart som beskrevs av Z.X. An. Christolea niyaensis ingår i släktet Christolea och familjen korsblommiga växter. Inga underarter finns listade i Catalogue of Life.